# Myrmarachne myrmicaeformis
Myrmarachne myrmicaeformis là một loài nhện trong họ Salticidae.
Loài này thuộc chi Myrmarachne. Myrmarachne myrmicaeformis được Hippolyte Lucas miêu tả năm 1871.